# Sizígia (astronomia)

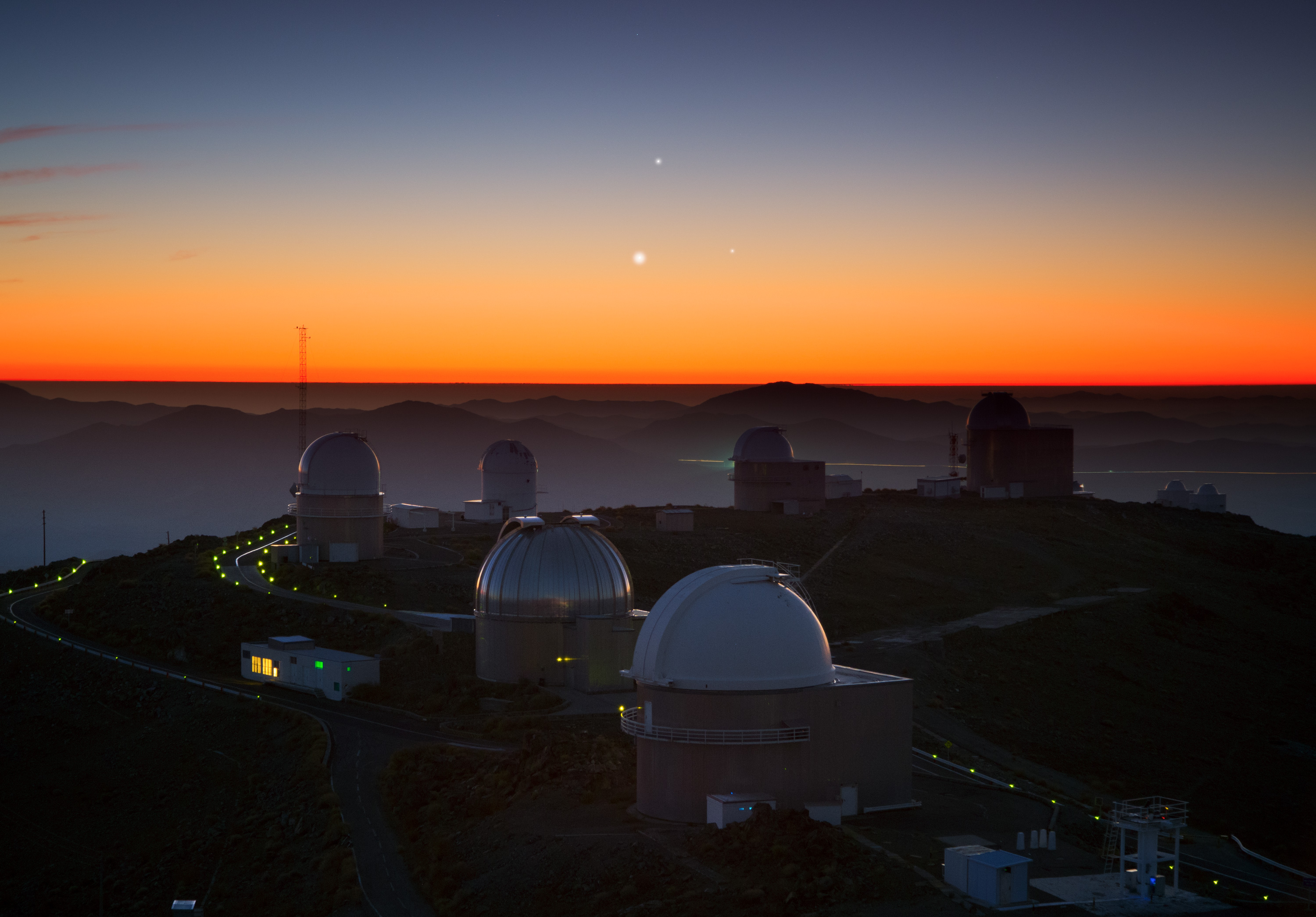
Per sobre dels doms rodons de l' Observatori de La Silla, alineació de tres planetes — Jupiter (superior), Venus (sota esquerre), i Mercuri (sota dreta).

En astronomia, una sizígia (/si'ziʒiə/, de l'antic grec σύζυγος suzugos, "ajuntats pel jou") és una configuració en línia recta de tres objectes celestes en un sistema gravitacional.

## Descripció
El terme és sovint utilitzat quan el Sol i la Terra, amb referència a la Lluna o un planeta, estan en conjunció o en oposició. Els Eclipsis solars i lunars ocorren en el moment d'una sizígia, de la mateixa manera que els trànsits i ocultacions. El terme també s'aplica quan el Sol i la Lluna estan en conjunció (lluna nova) o en oposició (lluna plena).
El terme sizígia de vegades s'utilitza per descriure, de forma general, configuracions particulars dels planetes. Per exemple, un cas va ocórrer el 21 de març de 1894 al voltant de les 23:00 GMT, en el trànsit de Mercuri sobre el Sol (tal com podria haver estat vist des de Venus), o també en un trànsit de Mercuri i Venus ambdós simultàniament sobre el Sol (vist des de Saturn). S'utilitza també per descriure situacions en què tots els planetes es troben al mateix costat del Sol, tot i que no estiguin necessàriament en línia recta, com va passar el10 de març de 1982.
El 3 de juny de 2014, el vehicle Curiosity va observar des de la superfície de Mart el trànsit del planeta Mercuri sobre el Sol, marcant una fita històrica, ja que fou el primer cop que un trànsit planetari va ser observat des d'un cos celeste diferent de la Terra.

## Ocultacions, trànsits, i eclipsis

Trànsit de Mercuri sobre el Sol vist pel Curiosity rover des de Mart (3 de juny de 2014).

Una sizígia pot ser el resultat ocasional d'una ocultació, d'un trànsit, o d'un eclipsi.
- Un ocultació es produeix quan un cos aparentment més gran passa davant d'un cos aparentment més petit.
- Un trànsit ocorre quan un cos més petit passa davant d'un de més gran.
  - En el cas combinat on el cos més petit transita el més gran d'una forma regular, una ocultació també es defineix com eclipsi secundari.
- Un eclipsi ocorre quan un cos desapareix de la vista totalment o parcialment, sigui per una ocultació (com en un eclipsi solar), o perquè passa a l'ombra d'un altre cos (com en els eclipsis lunars) (per això tots dos tipus surten a la pàgina d'eclipsis de la NASA).

Els trànsits i ocultacions del Sol per la Lluna de la Terra són anomenats eclipsis solars independentment de si el Sol està cobert completament o parcialment. Per extensió, els trànsits del Sol per un satèl·lit d'un planeta també poden ser anomenats eclipsis, com va passar amb els trànsits de Fobos i Deimos mostrats en el Photojournal JPL de la NASA, com pot ser el pas d'un satèl·lit per l'ombra del planeta, durant aquest eclipsi de Phobos. El terme Eclipsi també s'utilitza de manera general per als cossos que passen per davant d'un altre. Per exemple, aquesta Imatge Astronòmica del Dia de la NASA es refereix indistintament a l'eclipsi de la lluna i a l'ocultació de Saturn.

## Variació de les marees
La sizígia causa els fenòmens bimensuals de les marees vives i marees mortes. Durant la lluna nova i la lluna plena, el Sol i la Lluna estan en sizígia. La seva acció sobre les forces de marea es reforcen l'una a l'altra, i el nivell de l'oceà per un costat s'eleva més i per l'altre baixa per sota de la mitjana. Per contra, en el primer i tercer trimestre, el Sol i la Lluna estan en angle recte, la seva acció sobre les forces de marea es contraresten entre si, i l'amplitud de la marea és més petita que la mitjana. La variació de les marees també es pot mesurar en la escorça de la terra, i això pot afectar la freqüència de terratrèmols.